# 関西ハイタク事業協同組合

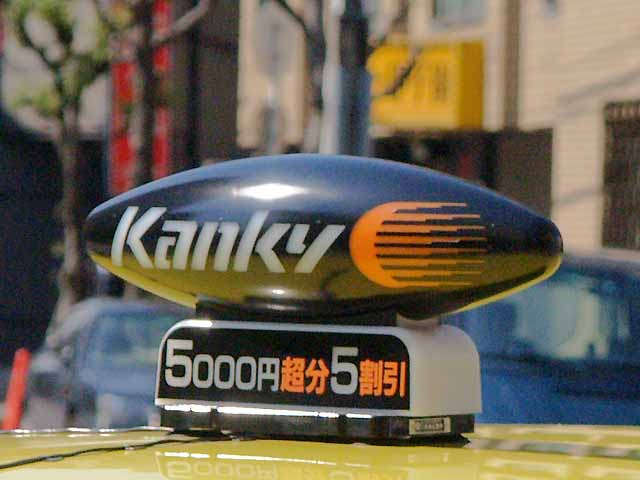
関協タクシーの行灯

関西ハイタク事業協同組合（かんさいハイタクじぎょうきょうどうくみあい）は、大阪市域交通圏を営業区域とするタクシー事業者によって組織される事業協同組合である。通称「Kankyo」（かんきょう）「関協タクシー」

## 概要
本部は大阪市北区東天満2丁目に所在。1962年8月7日に設立され、加盟会社6社で事業を開始。以後規模を拡大し、2020年1月現在で加盟会社数30社、所属車両台数1,753台の規模を誇っている。

## 加盟会社及び営業所
| 社名・営業所       | 社名・営業所       | 所在地               | 備考                        |
| ------------------ | ------------------ | -------------------- | --------------------------- |
| 猪山タクシー       | 猪山タクシー       | 大阪市東淀川区菅原   |                             |
| 梅田興業           | 梅田興業           | 大阪市西淀川区姫島   | 梅田交通グループ            |
| 梅田交通           | 本社               | 大阪市住吉区長居西   | 梅田交通グループ            |
| 梅田交通           | 江坂営業所         | 吹田市江坂町         | 梅田交通グループ            |
| 梅田交通           | 豊中営業所         | 豊中市原田南         | 梅田交通グループ            |
| 梅田交通           | 淀川営業所         | 大阪市淀川区加島     | 梅田交通グループ            |
| 梅田交通第二       | 梅田交通第二       | 豊中市原田南         | 梅田交通グループ            |
| 梅田交通第三       | 梅田交通第三       | 大阪市平野区長吉六反 | 梅田交通グループ            |
| 大阪合同交通       | 大阪合同交通       | 大阪市東淀川区菅原   | 合通グループ                |
| 大阪大同交通       | 大阪大同交通       | 大阪市生野区巽東     | 滋賀交通グループ            |
| 大阪阪神タクシー   | 大阪阪神タクシー   | 守口市東郷通         | 阪急阪神東宝グループ        |
| オリーブキャブ大阪 | オリーブキャブ大阪 | 大阪市淀川区三津屋南 | 大阪 小豆島タクシーグループ |
| オレンジキャブ大阪 |                    | 大阪市淀川区三津屋南 | 大阪 小豆島タクシーグループ |
| 門真交通           | 門真交通           | 門真市柳田町         | 梅田交通グループ            |
| 関西中央交通       | 関西中央交通       | 大阪市城東区今福南   | 関西中央グループ            |
| 関西中央第一       |                    | 大阪市城東区今福南   | 関西中央グループ            |
| 関西中央旅客守口   | 関西中央旅客守口   | 守口市佐太東町       | 関西中央グループ            |
| 極東交通           | 極東交通           | 東大阪市渋川町       | 梅田交通グループ            |
| 幸福交通           | 幸福交通           | 大阪市淀川区新高1    | 梅田交通グループ            |
| 国際タクシー       | 国際タクシー       | 大阪市住之江区粉浜   |                             |
| 小豆島タクシー     | 小豆島タクシー     | 大阪市淀川区三津屋南 | 大阪 小豆島タクシーグループ |
| 新日本タクシー城東 | 新日本タクシー城東 | 大阪市城東区今福東   |                             |
| 大商交通           | 大商交通           | 守口市金田町3        |                             |
| 大バス太平タクシー | 大バス太平タクシー | 守口市金田町4        | 大阪バスグループ            |
| テイサン大阪       | テイサン大阪       | 大阪市住之江区平林南 |                             |
| 鳩タクシー         | 鳩タクシー         | 大阪市生野区巽西     |                             |
| 東大阪オーケー     |                    |                      |                             |
| 東大阪中央タクシー | 東大阪中央タクシー | 東大阪市高井田中     |                             |
| 毎日交通           | 本社               | 大阪市淀川区新高5    | 梅田交通グループ            |
| 毎日交通           | 門真営業所         | 門真市柳田町         | 梅田交通グループ            |
| 毎日交通           | 敷津営業所         | 大阪市浪速区敷津西   | 梅田交通グループ            |
| 毎日交通           | 豊中営業所         | 豊中市上津島         | 梅田交通グループ            |
| 三日月タクシー     | 三日月タクシー     | 大阪市東淀川区南江口 |                             |
| 南タクシー         | 南タクシー         | 大阪市生野区鶴橋     |                             |
| 優光タクシー       | 優光タクシー       | 堺市中区深井北町     |                             |
| ユタカ中央交通     | ユタカ中央交通     | 堺市西区鳳東町       |                             |

## チケット提携先
- チェッカーキャブ無線協同組合（東京都）[2][3]
  - 東京無線協同組合（東京都）[注釈 1]
- 日の丸自動車グループ（東京都）[2]
- 帝産キャブ名古屋（愛知県名古屋市）[2]
- 岸和田交通（大阪府岸和田市）[2]
- 帝産京都自動車（京都府京都市）[2][4]
- キャビック（京都市）[2]
- 55タクシーグループ（京都市）[2]
- 帝産タクシー滋賀（滋賀県草津市）[2]
- 滋賀交通グループ[2]
  - 京和タクシー（京都市）
  - トキワタクシー（京都市）
  - 大津タクシー（大津市）
  - 琵琶湖タクシー（大津市）
  - 滋賀タクシー（甲賀市）
  - 彦根タクシー（彦根市）
  - 長浜タクシー（長浜市）
  - 八千代タクシー（名古屋市）
  - サンキュータクシー（福井県敦賀市）
  - 美浜自動車（三方郡美浜町）
  - 福井相互タクシー（福井市）
  - 大交日の出タクシー（石川県加賀市）
  - 金沢タクシー（金沢市）
- 函館タクシー（北海道函館市）[2]
- 帝産キャブ仙台（宮城県仙台市）[2]